# Voxan Cafe Racer
Le Cafe Racer de Voxan est un modèle de motocyclette présenté en 1997 puis vendu entre 2000 et 2009 reposant sur la plate forme technique Voxan développée par Alain Chevallier dont sont issus également un Roadster et un Scrambler. Le dessin, signé par Stéphane Valdant lui octroie un style se démarquant des deux principales sources d'influence du design moto à savoir le Japon et l'Italie. On estime qu'il en a été vendu environ 900, principalement en France.
Par rapport au Roadster le Café Racer reçoit des demis-guidons montés sous le Té supérieur de fourche. La position du pilote est donc pivotée sur l'avant.
La revue Moto Journal 1421 du 27 avril 2000 note que le Café racer est "bien mieux fini, plus abouti que le roadster".
La moto est livrée avec un capot de selle amovible qui dissimule la place passager.
Le Café racer dispose d'un châssis formé de deux tubes ronds diamètre 60mm cintrés et boulonnés sur deux éléments de fonderie à l'avant et à l'arrière. L'élément avant intègre une partie de la boite à Air tandis que l'élément arrière fait également office de réservoir d'huile et supporte le bras oscillant. Un des tubes du cadre intègre la fonction de reniflard des vapeurs d'huiles au niveau des culasses. 
Le moteur conçu par la SODEMO est un bicylindre en V avec un angle de 72° similaire à celui utilisé sur le V10 Renault F1 de la même époque. L'angle de 72° qui est moins propice à un bon contrôle des modes de vibration a néanmoins l'avantage d'être plus compact que le classique 90° et permet donc de réaliser une moto plus courte, donc en théorie plus maniable.
Il est de type semi porteur et à carter sec. Les deux pistons sont reliés au vilebrequin sur un Maneton unique (mais ne sont pas alignés comme sur un moteur Harley Davidson par exemple). Par rapport au premier projet, la distribution à quatre soupapes par cylindre utilise de classiques poussoirs et non des linguets qui n'apportent pas d'avantages techniques au vu des régimes de fonctionnement (La raison en est également que la législation française de l'époque limite la puissance des motos à 100cv, puissance qui sur ce moteur ne nécessite pas des régimes justifiants les linguets).
La carburation utilise l'injection et c'est l'équipementier Magneti Marelli qui fournit l'électronique associée, l'électronique SODEMO s'avérant sur dimensionné pour ce moteur.
Dépourvu de bâche à huile, l'amortisseur arrière prend sa place sous le moteur est est relié au bras oscillant par des biellettes. Profitant de la compacité du moteur le réservoir d'essence prend partiellement place sous la selle pilote. Tout Cela permet d'abaisser le centre de gravité de la machine.
Contrairement au prototype présenté au salon de Paris de 1997, le Café Racer reçoit des freins Brembo au lieu de Beringer afin d'en abaisser le coût de production.
Les carénages d'habillage sont disponibles en plusieurs teintes et sont réalisés en ABS. Leur tenue dans le temps s'avère être un problème pour les possesseurs.
Comparé à des modèles équivalents de son époque (Honda VTR 1000, Aprilia SL 1000, Ducati 900SSie), la Voxan remporte des comparatifs (Moto Journal N°1425 du 25 mai 2000) et est globalement bien accueillie par la presse spécialisée. Le prix de vente plus élevé que ses concurrentes, sa position de pilotage peu confortable et son rayon de braquage très large sont les plus gros reproches qui lui sont adressés.
Fin 2004 le Café Racer reçoit un léger restylage.
En 2009, la société Voxan, qui a changé plusieurs fois de propriétaires depuis sa création, au terme de nombreux déboires financiers, arrête définitivement la production de Motos de série.
Dans un reportage vidéo de 2019, la chaine dédiée "High Side" place le café Racer Voxan parmi les modèles emblématiques de Moto Construites en France en compagnie de l'Avinton (également en cessation d'activité) et de Midual. Le journaliste Stéphane Lacaze loue la qualité du châssis et du moteur Voxan les estimant toujours d'actualité malgré les presque 20 ans d'age de la moto.
Le Voxan Club de France regroupe et soutient les propriétaires de Voxan afin de leur permettre de continuer à rouler, prodiguant des conseils techniques et l'accès facilité à des pièces de rechanges.

## Caractéristiques
- Chasse : 98 mm ; angle de chasse : 24°7
- Poids avec les pleins : 224 kg
- Accélération 400 m DA : 11,5 s
- Consommation moyenne : 6,8 l/100 km